# Trusetal
Trusetal este o comună din landul Turingia, Germania.